# Kainakatti, Badami
Kainakatti là một làng thuộc tehsil Badami, huyện Bagalkot, bang Karnataka, Ấn Độ.